# تنباکوی ژاپن
تنباکوی ژاپن (به ژاپنی: 日本たばこ産業株式会社) شرکت ژاپنی تولیدکننده سیگار، همچنین محصولات غذایی و دارویی است. دفتر مرکزی این شرکت در میناتو، توکیو قرار دارد و دفتر بین‌المللی آن، در شهر ژنو، سوئیس مستقر می‌باشد.
شرکت تنباکوی ژاپن در سال ۲۰۰۹ در فهرست فورچون جهانی ۵۰۰ رتبه ۳۱۲ از بزرگترین شرکت‌های جهان را، به خود اختصاص داد. این شرکت جزئی از شاخص نیکی ۲۲۵ ژاپن است.
مطرح‌ترین محصول این شرکت، سیگار مایلد سون بوده، تنباکوی ژاپن همچنین مالک برندهای سیگار وینستون، کمل و مگنا در خارج از ایالات متحده می‌باشد.
سهام تنباکوی ژاپن، در بازار بورس توکیو، اوساکا، ناگویا، فوکوکا و ساپورو معامله می‌شود. بزرگترین سهام‌دار این شرکت دولت ژاپن (۳۳٫۳۵٪) است.